# The American Review: A Whig Journal
The American Review, également connue sous le titre The American Review: A Whig Journal et The American Whig Review, est un mensuel installé à New York. Publié entre 1845 et 1849 par G. P. Putnam's Sons, son propriétaire et responsable est George H. Colton.

## Historique
Le premier numéro de l’American Review paraît en janvier 1845, bien qu'il ait probablement été publié dès octobre 1844. La date de parution n'est pas innocente, cette parution ayant pour objectif de promouvoir le candidat whig Henry Clay à l'élection présidentielle de 1844 contre le démocrate James Knox Polk, qui est soutenu par la Democratic Review.
En décembre 1844, James Russell Lowell recommande Edgar Allan Poe comme assistant éditorial, mais celui-ci n'est pas embauché. En mai 1846, Poe fait la critique du travail de Colton dans ses Literati de New York, publiés dans le Godey's Lady's Book. Poe décrit le poème de Colton intitulé Tecumseh comme « insupportablement ennuyeux » mais considère le magazine comme l'un des meilleurs dans son genre aux États-Unis.
L’American Review s'est distinguée en étant le premier périodique à accepter de publier Le Corbeau en février 1845, sous le pseudonyme « Quarles ». La première édition (anonyme) d’Ulalume, un autre poème célèbre de Poe, est également parue dans l’American Review. D'autres œuvres de Poe sont parues dans l’American Review, notamment Petite Discussion avec une momie et La Vérité sur le cas de M. Valdemar.
L’American Review cesse de paraître en 1849, devant son incapacité à payer ses contributeurs.